# Francisco De Orellana Airport
Francisco De Orellana Airport är en flygplats i Ecuador.   Den ligger i provinsen Napo, i den centrala delen av landet, 170 km öster om huvudstaden Quito. Francisco De Orellana Airport ligger 253 meter över havet.
Terrängen runt Francisco De Orellana Airport är huvudsakligen platt. Francisco De Orellana Airport ligger nere i en dal. Runt Francisco De Orellana Airport är det mycket glesbefolkat, med 6 invånare per kvadratkilometer. Närmaste större samhälle är Puerto Francisco de Orellana, 0,40 km söder om Francisco De Orellana Airport. I omgivningarna runt Francisco De Orellana Airport växer i huvudsak städsegrön lövskog.